# 고베시
고베시(일본어: 神戸市)는 일본에서 6번째로 큰 도시로 효고현의 현청 소재지이자 일본을 대표하는 항만 도시로 인구는 약 150만 명이다. 긴키 지방에 위치하고 게이한신 도시권의 일부이다.

## 개요
오사카시 중심부에서 전철로 30분 거리에 있기 때문에 오사카의 위성 도시 성격도 갖고 있으며 1956년에 일본에서 처음으로 정령지정도시로 지정되었다. 1938년에는 수해, 1945년에는 미군의 공습, 그리고 1995년 1월 17일에 한신·아와지 대지진으로 괴멸적인 피해를 입었으나 그 때마다 훌륭하게 복구되었다.
항만 도시로서의 역사를 상징하는 구두나 양과자의 제조가 활발한 반면에 일본 전통 산업인 일본주(청주, 정종) 제조도 활발하다. 구두 제조업은 한국계 주민들이 많이 종사하고 있다.

## 역사
고베시 서쪽에서 발견되는 도구들은 이 지역에 최소한 조몬 시대부터 사람이 살았음을 입증해준다. 초기에 쓰인 몇몇 기록들에서 이 지역을 언급하고 있으며 일본서기에서는 201년에 진구 황후가 이쿠타 신사를 설립했다고 쓰여 있다.
나라 시대와 헤이안 시대에 항구는 오와다 정박지(大輪田泊)라는 이름으로 알려졌다. 1180년에 다이라노 기요모리(平清盛)가 그의 손자 안토쿠 천황과 함께 수도를 교토에서 현재의 고베시 효고구인 후쿠하라(福原)로 옮겼다. 다섯 달 후에 천황은 교토로 돌아갔다. 이후 1184년에 효고구의 헤이케 요새와 이쿠타 신사 주변이 헤이케와 가와치 겐지 사이에 벌어진 겐페이 전쟁 이치노타니 전투의 장소가 되었다. 가와치 겐지는 승리했으며 헤이케의 세력은 더욱 위축되었다.
나라 시대에는 특히 가야나 백제와의 무역이 시작되면서 항구가 건설되었고 가마쿠라 시대에는 규모가 발달되었다. 13세기에 도시는 효고진(兵庫津)이라는 이름으로 불렸다. 이 시기에 효고진은 오사카 북쪽과 함께 셋쓰국을 이루었다. 이후 에도 시대에 현재 고베시 동쪽 부분은 아마가사키번, 서쪽 부분은 아카시번의 관할이 되었으며 중앙은 에도 막부의 직할령이었다. 1871년에 폐번치현이 이루어지고 도도부현 체계가 성립하면서 현재의 행정 단위가 되었다.

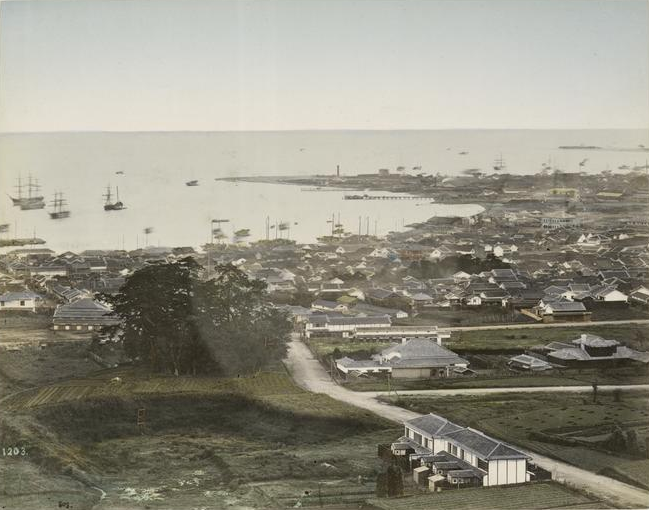
19세기의 효고진

효고진은 보신 전쟁이 일어나고 메이지 유신이 이루어지기 바로 직전인 1868년 1월에 막부에 의해 요코하마항, 니가타항, 하코다테항, 나가사키항과 동시에 무역항으로 개항되었다. 개항 이후 고베는 서양에 동화되었고 이 기간에 세워진 외국인 거주지들이 고베의 기타노정에 남아 있다.
오늘날의 고베시는 1889년 4월 1일에 성립되었고 1956년 9월 1일에 정령지정도시가 되었다. 고베라는 이름은 도시에 있는 이쿠타 신사의 신봉호(神封戸, 신사에 기부된 봉호로 이곳의 주민들은 신사에 조세과 과역을 바친다) 취락이 있던 데에서 유래한다.
2차 대전 때 고베는 미군 폭격기에 의해 1945년 3월 17일에 폭격을 받았고 8,841명이 사망했으며 고베 도시 지역의 21%가 파괴되었다.
1995년 1월 17일에는 리히터 규모 7.3의 지진이 오전 5시 46분에 도시 주변에서 발생했다. 약 4,600명이 사망했고 212,443명이 집을 잃었으며 도시의 많은 부분과 항구 시설이 파괴되었다. 지진은 한신 고속도로의 일부를 파괴했고 고가도로는 크게 부서졌다. 일본인들은 이 지진을 한신·아와지 대지진으로 부른다.
고베항은 한신 대지진 전까지 일본 최대의 항구이자 아시아 최고의 항구 중 하나였다. 지진 이후 2005년까지 고베는 화물 처리량 기준으로 일본에서 4위이자 세계에서 38위로 떨어졌다.

## 지리
해안과 산에 끼어 있는 고베시는 길고 좁다. 동쪽에는 아시야시, 서쪽에는 아카시시가 있다. 다른 인접한 시로는 동쪽의 다카라즈카시, 니시노미야시와 북쪽의 산다시, 미키시가 있다.
고베항의 랜드마크는 고베 포트 타워이다. 유명한 관광 산책로인 고베 하버랜드 주변에는 거대한 회전 관람차가 있다. 고베의 심장부인 해안가에서 좀 떨어진 곳에 모토마치, 산노미야 지구와 난킨마치(차이나타운)가 있고 모두 잘 알려진 상업 지구이다. 철도 노선의 다수는 도시를 동서로 가로지른다. 중심 역으로는 고베산노미야역과 서쪽의 하버랜드역, 북쪽의 신칸센 신코베역이다.
높이 931m의 롯코산에서는 고베 시내가 내려다 보인다. 가을은 숲의 풍부한 색감으로 유명하다.

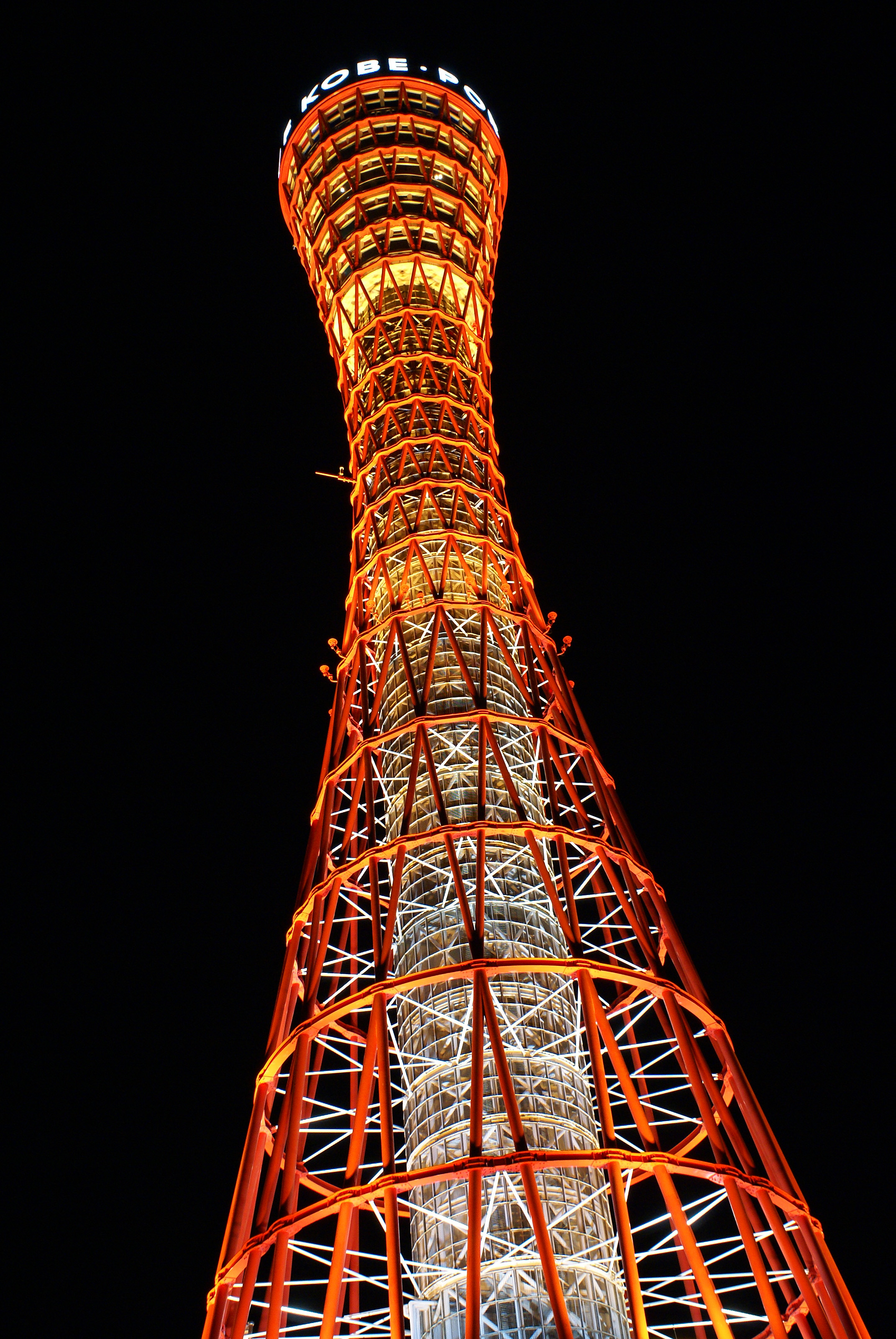
고베 포트 타워
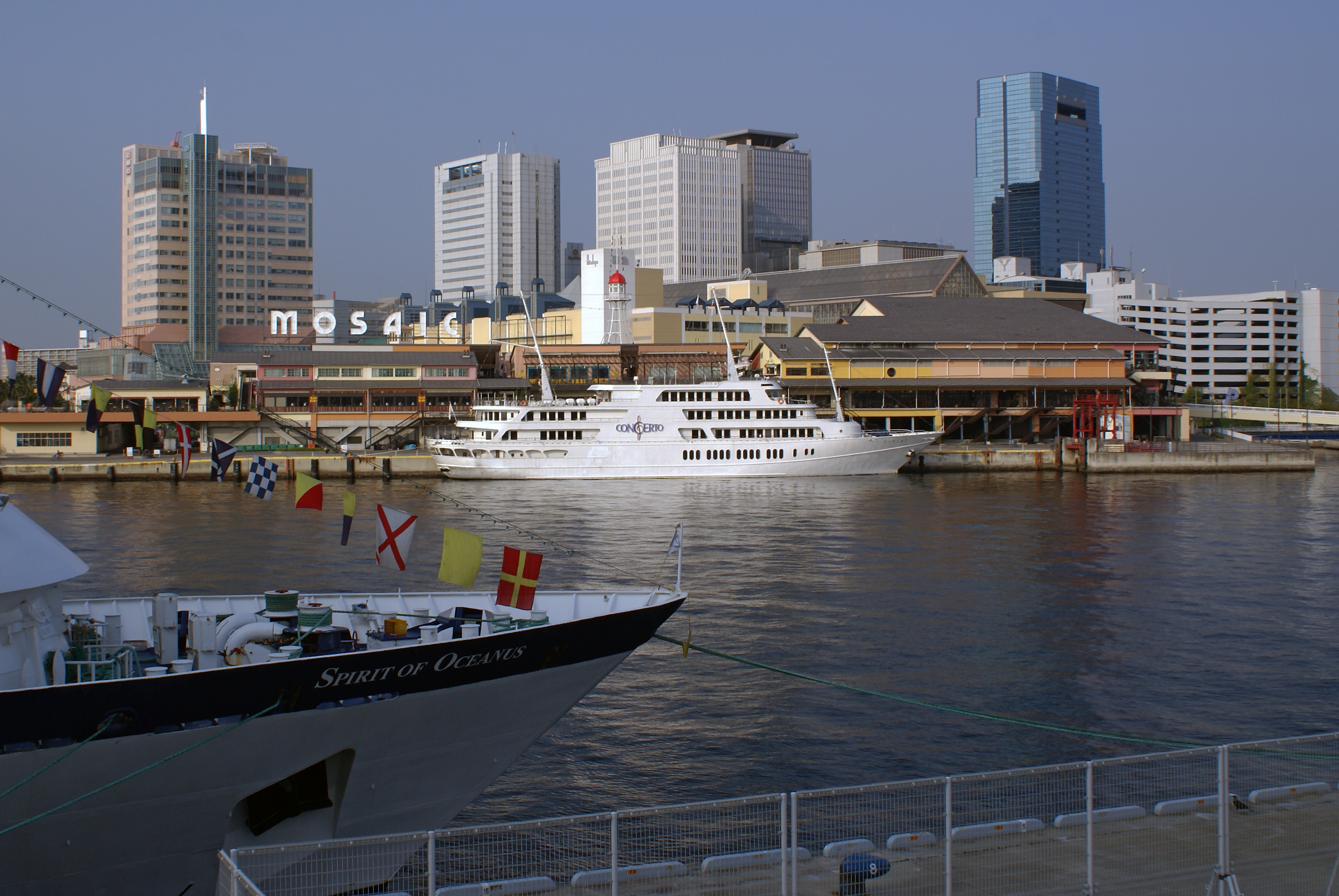
하버랜드
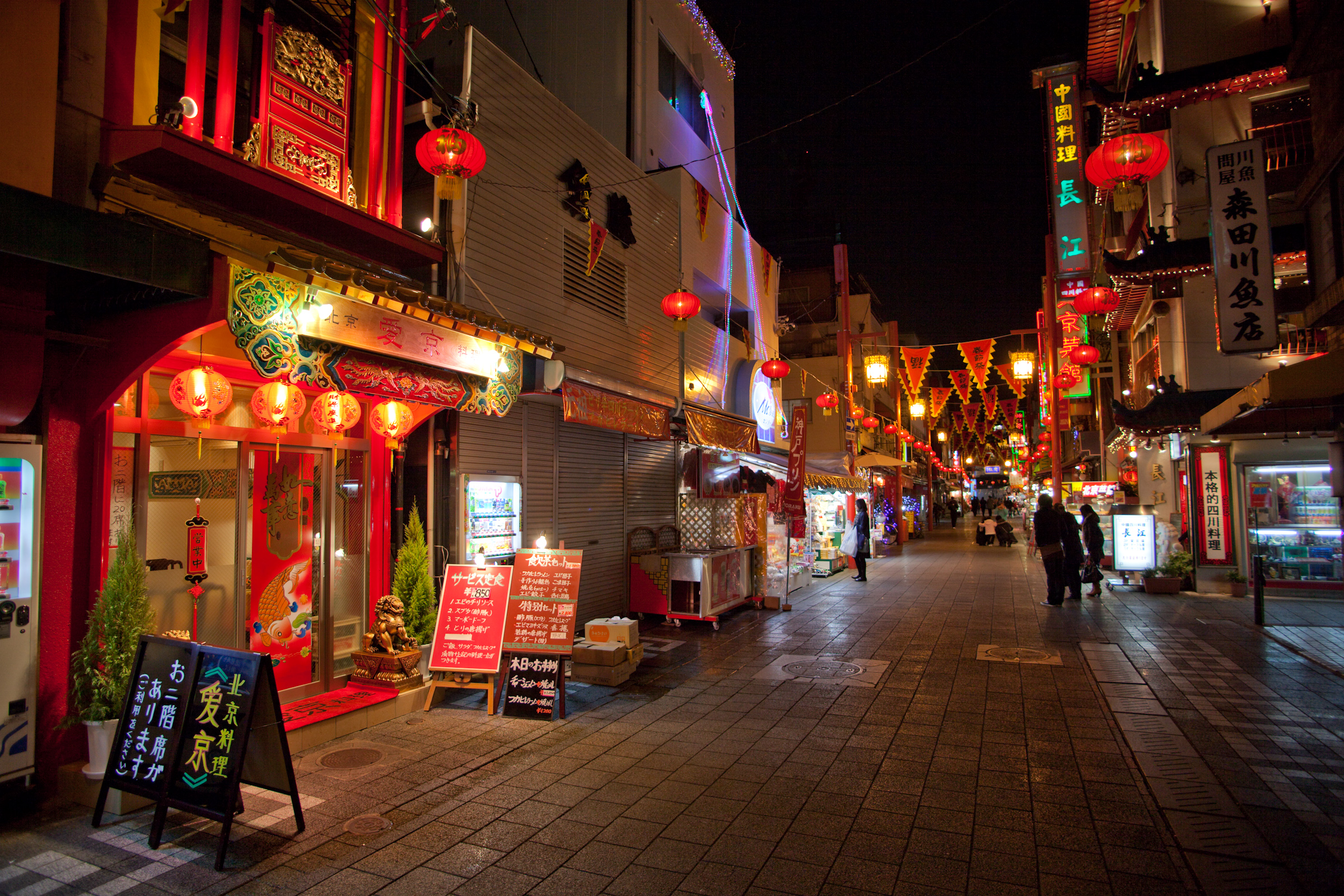
난킨마치(고베 차이나타운)
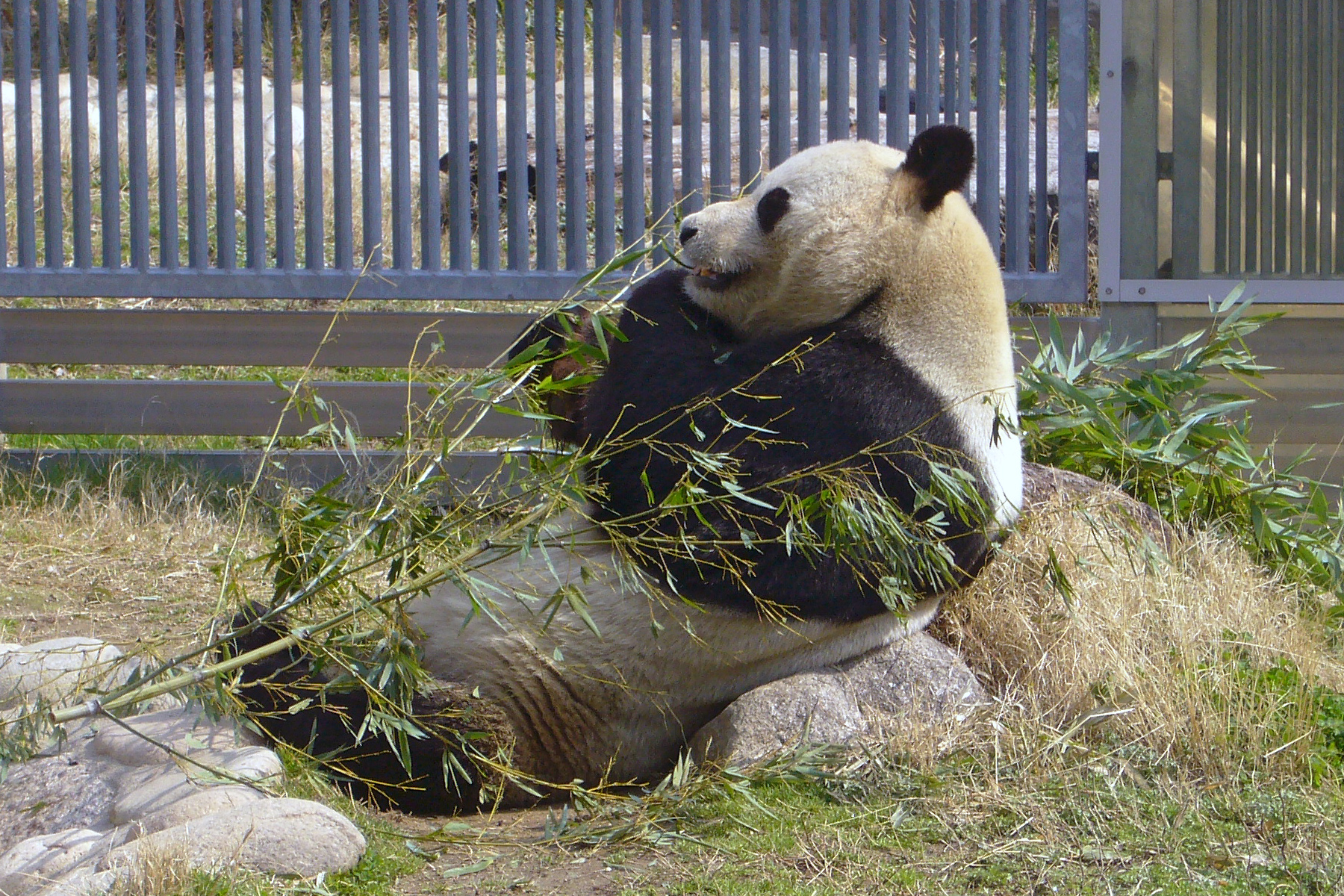
오지 동물원

## 기후
| 고베시의 기후                                                | 고베시의 기후 | 고베시의 기후 | 고베시의 기후 | 고베시의 기후 | 고베시의 기후 | 고베시의 기후 | 고베시의 기후 | 고베시의 기후 | 고베시의 기후 | 고베시의 기후 | 고베시의 기후 | 고베시의 기후 | 고베시의 기후   |
| 월                                                           | 1월           | 2월           | 3월           | 4월           | 5월           | 6월           | 7월           | 8월           | 9월           | 10월          | 11월          | 12월          | 연간            |
| ------------------------------------------------------------ | ------------- | ------------- | ------------- | ------------- | ------------- | ------------- | ------------- | ------------- | ------------- | ------------- | ------------- | ------------- | --------------- |
| 역대 최고 기온 °C (°F)                                       | 19.2 (66.6)   | 20.8 (69.4)   | 23.7 (74.7)   | 28.5 (83.3)   | 31.9 (89.4)   | 36.3 (97.3)   | 37.7 (99.9)   | 38.8 (101.8)  | 35.8 (96.4)   | 31.9 (89.4)   | 26.2 (79.2)   | 23.7 (74.7)   | 38.8 (101.8)    |
| 일평균 최고 기온 °C (°F)                                     | 9.4 (48.9)    | 10.1 (50.2)   | 13.5 (56.3)   | 18.9 (66.0)   | 23.6 (74.5)   | 26.7 (80.1)   | 30.4 (86.7)   | 32.2 (90.0)   | 28.8 (83.8)   | 23.2 (73.8)   | 17.5 (63.5)   | 12.0 (53.6)   | 20.5 (68.9)     |
| 일일 평균 기온 °C (°F)                                       | 6.2 (43.2)    | 6.5 (43.7)    | 9.8 (49.6)    | 15.0 (59.0)   | 19.8 (67.6)   | 23.4 (74.1)   | 27.1 (80.8)   | 28.6 (83.5)   | 25.4 (77.7)   | 19.8 (67.6)   | 14.2 (57.6)   | 8.8 (47.8)    | 17.0 (62.6)     |
| 일평균 최저 기온 °C (°F)                                     | 3.1 (37.6)    | 3.4 (38.1)    | 6.3 (43.3)    | 11.4 (52.5)   | 16.5 (61.7)   | 20.6 (69.1)   | 24.7 (76.5)   | 26.1 (79.0)   | 22.6 (72.7)   | 16.7 (62.1)   | 10.9 (51.6)   | 5.7 (42.3)    | 14.0 (57.2)     |
| 역대 최저 기온 °C (°F)                                       | −6.4 (20.5)   | −7.2 (19.0)   | −5.0 (23.0)   | −0.6 (30.9)   | 3.9 (39.0)    | 10.0 (50.0)   | 14.5 (58.1)   | 16.1 (61.0)   | 10.5 (50.9)   | 5.3 (41.5)    | −0.2 (31.6)   | −4.3 (24.3)   | −7.2 (19.0)     |
| 평균 강수량 mm (인치)                                        | 38.4 (1.51)   | 55.6 (2.19)   | 94.2 (3.71)   | 100.6 (3.96)  | 134.7 (5.30)  | 176.7 (6.96)  | 187.9 (7.40)  | 103.4 (4.07)  | 157.2 (6.19)  | 118.0 (4.65)  | 62.4 (2.46)   | 48.7 (1.92)   | 1,277.8 (50.31) |
| 평균 강설량 cm (인치)                                        | 0 (0)         | 0 (0)         | 0 (0)         | 0 (0)         | 0 (0)         | 0 (0)         | 0 (0)         | 0 (0)         | 0 (0)         | 0 (0)         | 0 (0)         | 0 (0)         | 1 (0.4)         |
| 평균 강수일수 (≥ 0.5 mm)                                     | 6.0           | 7.1           | 10.0          | 10.1          | 10.4          | 12.1          | 10.9          | 7.4           | 10.3          | 8.8           | 6.4           | 6.8           | 106.2           |
| 평균 상대 습도 (%)                                           | 62            | 61            | 61            | 61            | 64            | 72            | 74            | 71            | 67            | 64            | 63            | 62            | 65              |
| 평균 월간 일조시간                                           | 145.8         | 142.4         | 175.8         | 194.8         | 202.6         | 164.0         | 189.4         | 229.6         | 163.9         | 169.8         | 152.2         | 153.2         | 2,083.7         |
| 출처: 일본 기상청 (평년값: 1991년~2020년, 극값: 1896년~현재) |               |               |               |               |               |               |               |               |               |               |               |               |                 |

## 행정 구역

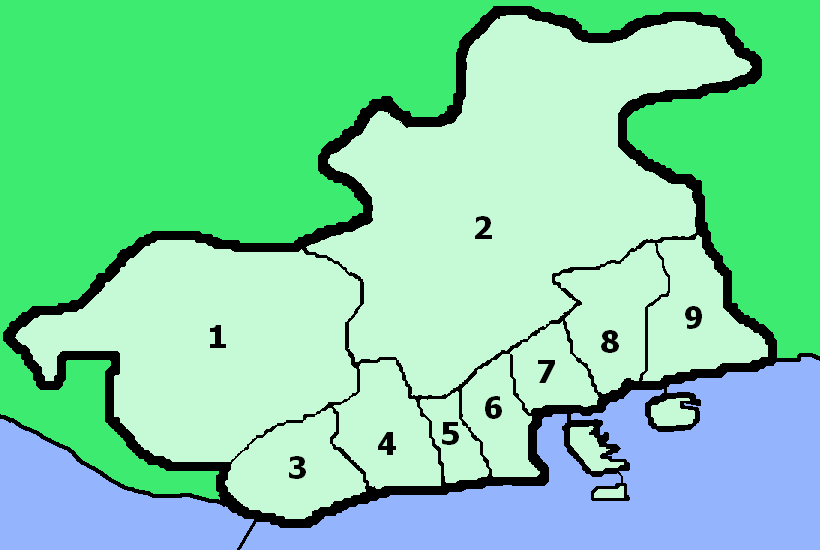
고베시의 구

고베시에는 9개의 구가 있다.
| - 1. 니시구(西区) - 2. 기타구(北区) - 3. 다루미구(垂水区) - 4. 스마구(須磨区) - 5. 나가타구(長田区) | - 6. 효고구(兵庫区) - 7. 주오구(中央区) - 8. 나다구(灘区) - 9. 히가시나다구(東灘区) |

## 인구
2007년 9월에 고베시의 인구는 1,530,295명, 658,876세대였다. 예년에 비해 1,347명, 약 0.1%가 증가하였다. 인구 밀도는 km2 당 2,768명이었고 성비는 여자 100명당 남자가 약 90.2명이었다. 인구의 13%가 0~14세였고 67%가 15~64세, 20%가 65세 이상이었다.
고베시의 외국인 등록 인구는 약 44,000명이다. 가장 많은 국적으로는 한국인(22,237명), 중국인(12,516명), 베트남인(1,301명), 미국인(1,280명) 순이었다.

## 경제

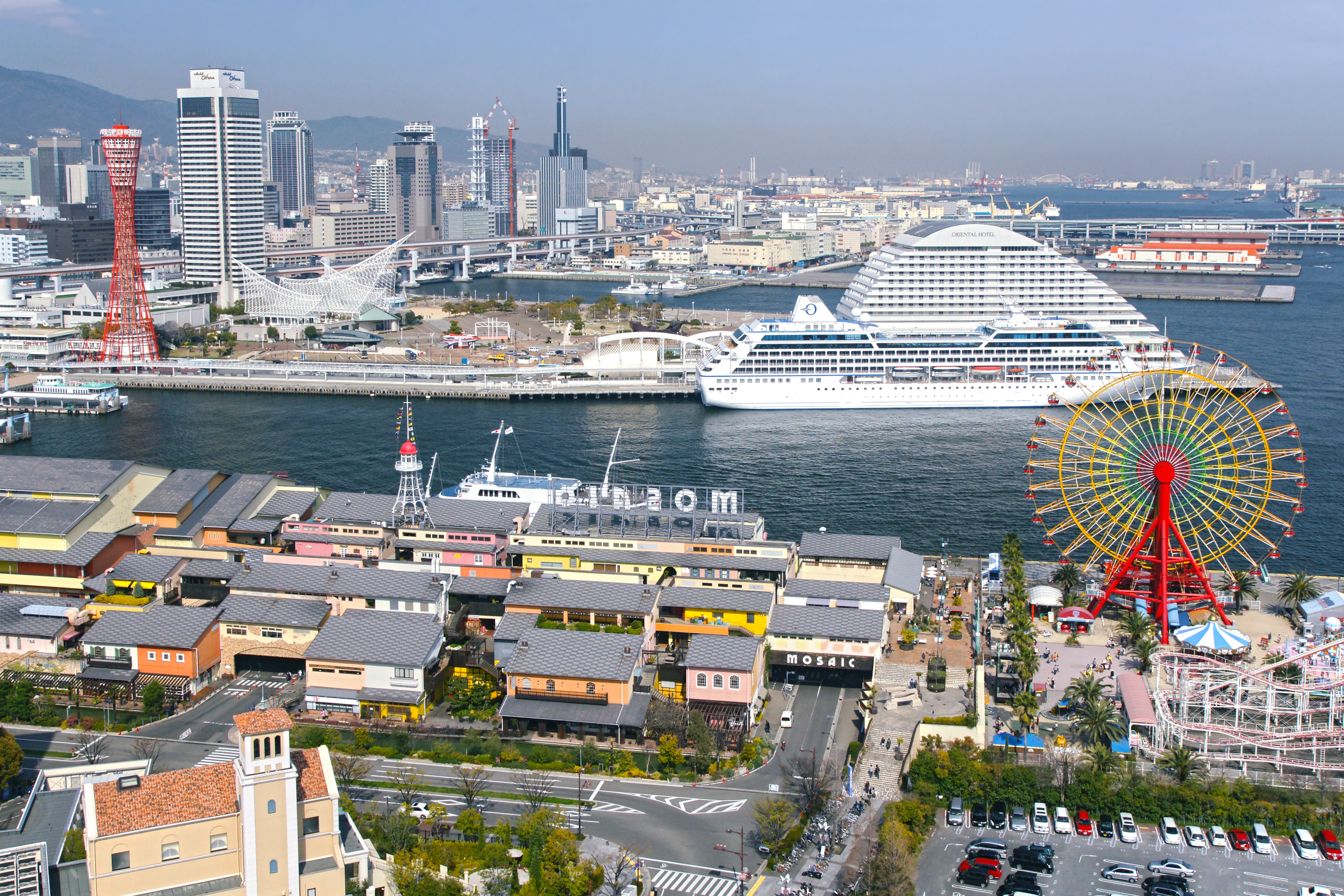
고베항은 긴키 지방에서 가장 분주한 항구이다.

고베시는 한신 공업지대의 중요한 항구이자 제조업 중심지이다. 고베항은 오사카항을 제치고 지역에서 제일 분주한 컨테이너 항구이자 일본에서 네 번째로 분주한 항구이다.
2004년에 도시의 총 실질 GDP는 6조 3000억 엔으로 효고현의 34%, 긴키 지방 전체의 8%를 차지했다. 1인당 연수입은 약 270만 엔이었다. 부문별로는 1차 산업(농업, 어업, 광업)이 1%, 2차 산업(제조업, 공업)이 21%, 3차 산업(서비스업)이 78%를 차지했다.
2004년에 고베시에서 생산, 수출된 소비재의 가치는 2조 5천억 엔이었다. 4대 생산품으로는 소형 가전제품, 식료품, 운송 장비, 통신 장비로 고베시 제조품의 50% 이상을 차지했다. 고용 면에서는 식료품, 소형 가전, 수송 장비가 3대 부문을 차지했다.

## 교통

### 철도
- 서일본 여객철도(JR 서일본)
  - 산요 신칸센
  - 도카이도 본선(JR 고베선)

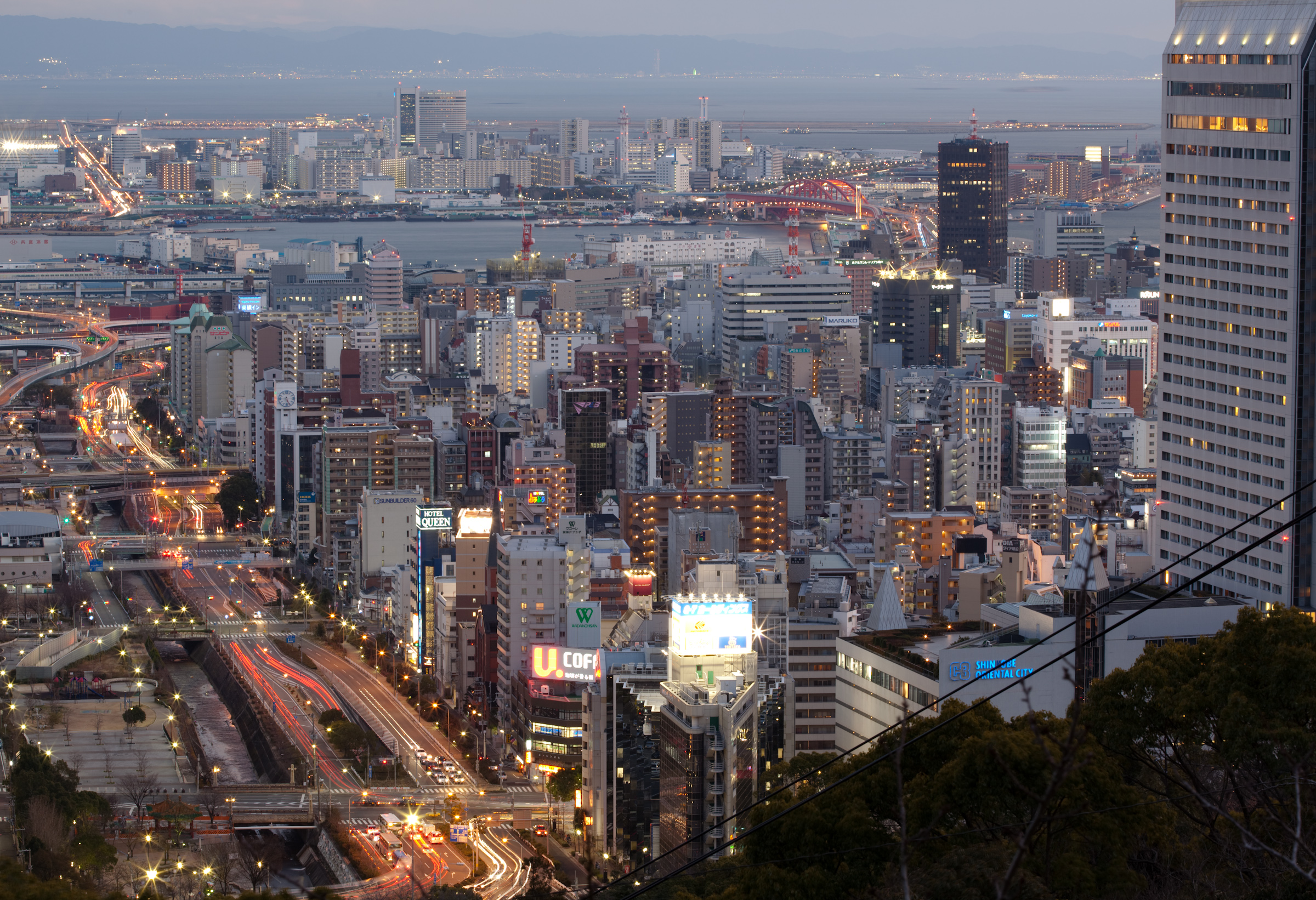
신코베역

  - 산요 본선(JR 고베선, 와다미사키선)
  - 후쿠치야마선(JR 다카라즈카선)
- 한큐 전철
  - 고베 본선
- 한신 전기 철도
  - 본선
- 산요 전기 철도
  - 본선
  - 스마우라 로프웨이
- 고베 전철
  - 아리마선
  - 산다선
  - 아오선
- 고베 고속 철도
  - 도자이선
  - 난보쿠선
  - 호쿠신선
- 고베시 교통국(고베 시영 지하철)
  - 세이신·야마테선
  - 가이간선
- 고베 신교통
  - 포트아일랜드선
  - 롯코 아일랜드선
- 호쿠신 급행 전철
- 롯코마야 철도
  - 롯코 케이블선
- 고베 도시정비공사
  - 롯코 아리마 로프웨이
  - 마야 케이블카
  - 마야 로프웨이

### 도로

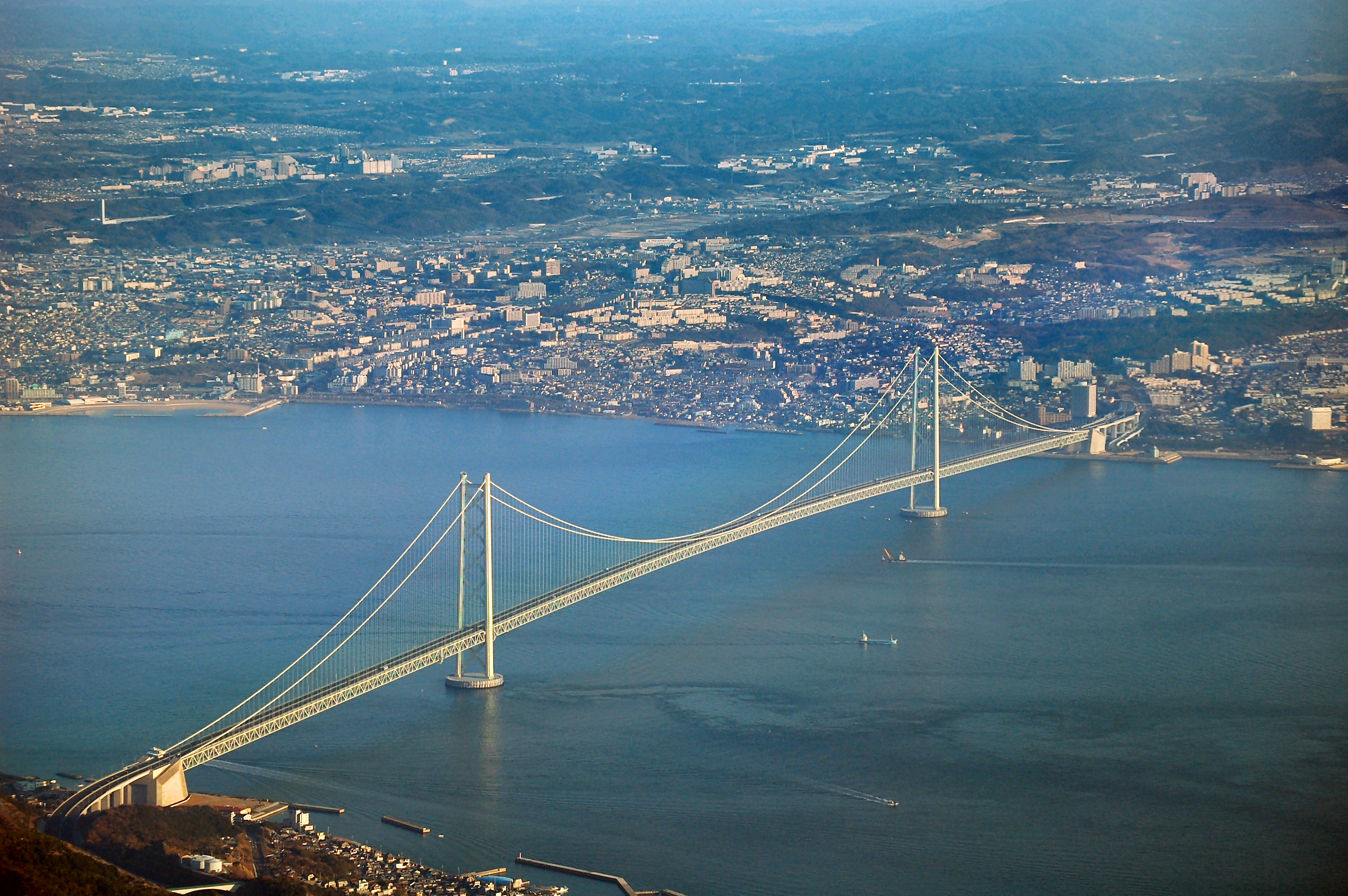
아카시 해협 대교

- 고속도로: 신메이신 고속도로, 주고쿠 자동차도, 산요 자동차도, 세이신 자동차도(일본어판), 하버 하이웨이, 한신 고속도로 (3호 고베선 등)
- 국도: 국도 2호선, 국도 28호선, 국도 43호선, 국도 제171호선 (일본)(일본어판), 국도 174호선, 국도 제175호선 (일본)(일본어판), 국도 제176호선 (일본)(일본어판), 국도 제250호선 (일본)(일본어판), 국도 제427호선 (일본)(일본어판), 국도 제428호선 (일본)(일본어판)

### 공항
- 고베 공항

## 교육

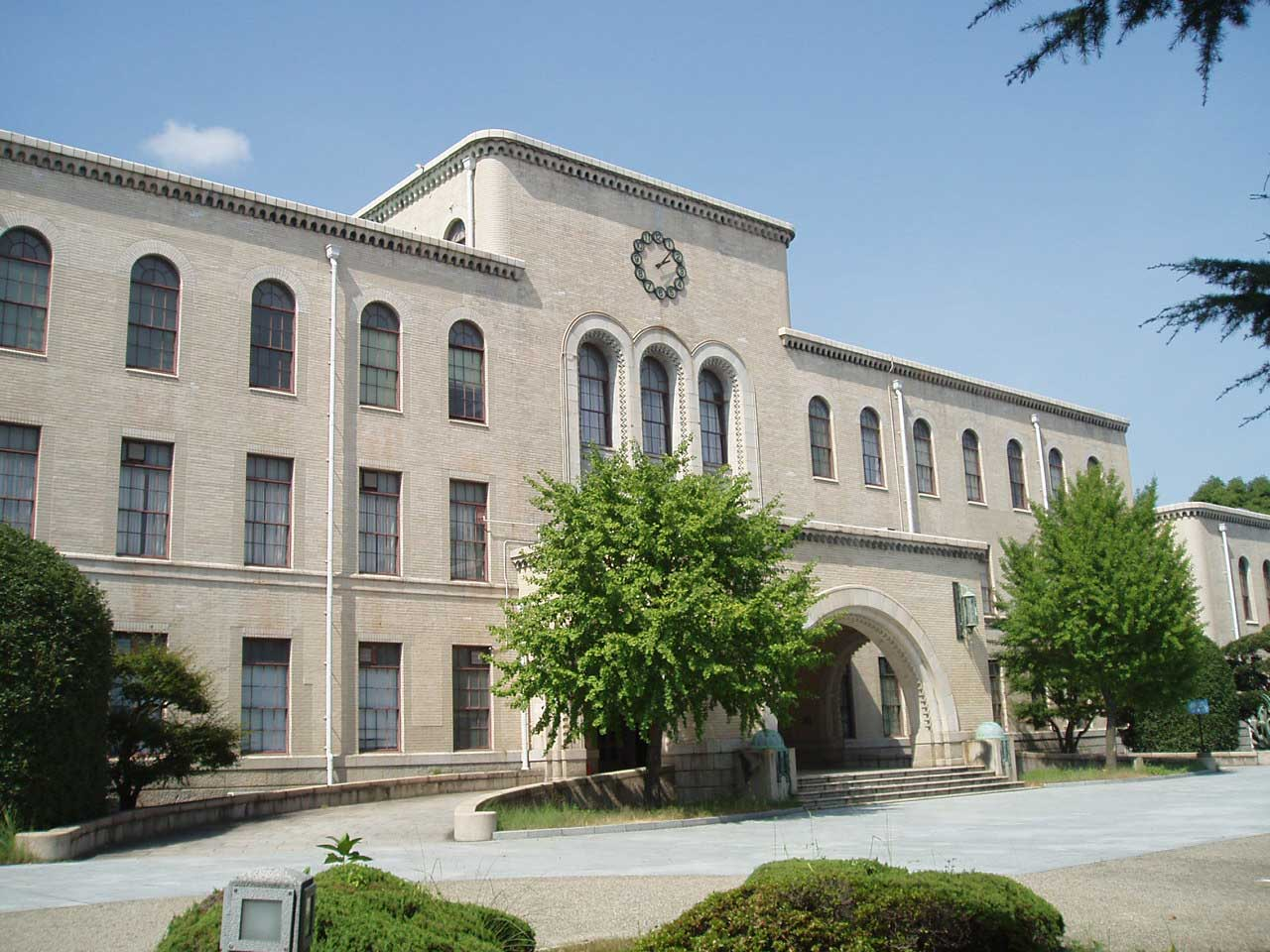
고베 대학

고베시는 169개의 초등학교, 83개의 중학교를 관할하며 각각 80,200명, 36,000명의 학생이 등록되어 있다. 여기에 4개의 사립 초등학교와 14개의 사립 중학교를 포함하면 2006년 등록된 초등학생 수는 82,000명, 중학생 수는 42,000명이 된다.
고베시는 또한 28개의 공립 고등학교 중 7개를 직접 관할하고 나머지는 효고현 교육청이 관할한다. 또한 도시에는 25개의 사립 고등학교가 있다. 2006년에 총 등록된 고등학생 수는 43,400명이었다.
고베에는 고베 대학, 고난 대학을 포함한 18개의 공립 대학, 사립 대학과 8개의 전문 대학이 있다. 2006년에 등록된 학생 수는 각각 67,000명, 4,100명이었다.

### 대학
- 공립 대학
  - 고베 대학
  - 효고 현립 대학
  - 고베시 외국어대학
  - 고베시 간호대학

- 사립 대학
  - 고난 대학
  - 고베 쇼인 여자 대학
  - 고베 슈쿠가와 가쿠인 대학

## 스포츠
| 클럽            | 스포츠 | 리그        | 구장                                             | 설립년 |
| --------------- | ------ | ----------- | ------------------------------------------------ | ------ |
| 한신 타이거스   | 야구   | 센트럴 리그 | 한신 고시엔 구장                                 | 1935년 |
| 오릭스 버펄로스 | 야구   | 퍼시픽 리그 | 홋토못토 필드 고베 오사카 돔                     | 1938년 |
| 비셀 고베       | 축구   | J 리그      | 마사키 공원 구기장 고베 유니버시아드 기념 경기장 | 1995년 |

## 자매 도시, 우호 도시, 친선협력 도시

### 자매 도시
- 미국 시애틀(1957년)
- 프랑스 마르세유(1961년)
- 브라질 리우데자네이루 (1969년)
- 라트비아 리가(1974년)
- 오스트레일리아 브리즈번 (1985년)
- 스페인 바르셀로나(1993년)
- 대한민국 경상남도 창녕군(2006년)

### 우호 도시
- 중화인민공화국 톈진시(1973년)
- 대한민국 대구광역시(2010년 7월 23일)

### 친선협력 도시
- 미국 필라델피아(1986년)
- 대한민국 광주광역시(2012년 10월 28일)

## 같이 보기
- 난킨마치